# Svatove
Svatove (în ucraineană Сватове, în rusă Сватово, transliterat: Svatovo) este un oraș din Regiunea Luhansk, Ucraina.